# Ernst Happel
Ernst Franz Hermann Happel (Wenen, 29 november 1925 – Innsbruck, 14 november 1992) was een Oostenrijks voetballer en voetbaltrainer. Als speler verdedigde hij meer dan tien jaar lang de kleuren van Rapid Wien, waarmee hij in 1951 de Centropa Cup won. Hij werd in totaal ook eenenvijftig keer geselecteerd voor de nationale ploeg van Oostenrijk. Als trainer stond Happel bekend als een succestrainer. Hij won met Feyenoord en HSV de Europacup I, met Feyenoord de wereldbeker voor clubteams en bereikte met Oranje de finale van het WK 1978. Met Club Brugge won hij drie landstitels op rij en verloor  twee keer een Europese finale.
Happel was de eerste trainer die met twee verschillende clubs de Europacup I wist te winnen. Dit record werd later geëvenaard door Ottmar Hitzfeld, Jupp Heynckes, José Mourinho, Josep Guardiola en Carlo Ancelotti. Daarnaast behoort Happel tot de zes trainers die in vier verschillende landen kampioen werden. De andere trainers zijn José Mourinho, Giovanni Trapattoni, Tomislav Ivić, Carlo Ancelotti en Eric Gerets.

## Carrière als voetballer
Ernst Happel werd geboren in Wenen en sloot zich op jonge leeftijd aan bij de jeugd van Rapid Wien, dat zich vanaf 1938 moest aansluiten bij de  Duitse competitie. In 1941 werd Rapid kampioen van Duitsland, waarna tal van spelers naar het front werden gestuurd. Daardoor maakte de 17-jarige Happel in het seizoen 1942/43 zijn debuut in het eerste elftal van coach Leopold Nitsch. In 1946 veroverde Happel, een verdediger, de dubbel met Rapid, dat opnieuw in de Oostenrijkse competitie uitkwam. In de jaren die volgden, won Happel nog vier landstitels met Rapid en de Centropa Cup.
In 1954 promoveerde Racing Club de Paris terug naar de Division 1. Om zijn team te versterken, trok coach Auguste Jordan dat jaar grote namen als Happel en Frans international Roger Marche aan. De Oostenrijker speelde twee seizoenen voor de Parijzenaars en eindigde met zijn team, dat nochtans over de Poolse topschutter Thadée Cisowski beschikte, telkens in de middenmoot.
Na twee jaar in Frankrijk keerde Happel terug naar zijn geboortestad. De verdediger ging terug aan de slag bij Rapid Wien, waarmee hij in 1957 voor de zesde keer kampioen werd. In 1999 werd Happel verkozen in het "elftal van de eeuw" van Rapid.

## Nationale ploeg
In september 1947 maakte de 21-jarige Happel zijn debuut in de nationale ploeg van Oostenrijk. Het was toenmalig bondscoach Edi Bauer die hem zijn eerste kans bij de nationale ploeg gunde. Een jaar later maakte hij deel uit van de selectie die naar de Olympische Spelen in Londen mocht. Oostenrijk werd al in de eerste ronde uitgeschakeld door latere winnaar Zweden.
In 1954 nam de verdediger met Oostenrijk deel aan het WK in Zwitserland. Happel en zijn ploegmaats wonnen hun groepsfase en stootten door naar de kwartfinale, waarin het gastland na onder meer een hattrick van Theodor Wagner werd ingeblikt met 7-5. In de halve finale verloor Oostenrijk zelf met zware cijfers van latere winnaar West-Duitsland (6-1). In de troostfinale veroverde Oostenrijk de derde plaats na een zege tegen titelverdediger Uruguay (3-1). De derde plaats van 1954 is tot op het heden de beste WK-prestatie in de geschiedenis van de Oostenrijkse nationale ploeg.
Happel nam in 1958 ook deel aan het WK in Zweden. Ditmaal overleefde Oostenrijk de eerste ronde niet. Het team van coach Karl Argauer won geen enkel duel en wist in de groepsfase slechts twee keer te scoren.

## Carrière als trainer

### Beginjaren
Van 1959 tot 1961 was Happel als speler-trainer actief bij Rapid Wien. De gewezen verdediger toonde zich ook een succesvol coach; in 1960 veroverde hij zijn zevende landstitel met Rapid, een jaar later won de club ook de beker.

### ADO Den Haag
In 1962 maakte de Oostenrijker de overstap naar ADO Den Haag. Happel, die in Den Haag trainer Rinus Loof opvolgde en spelers als Harry Heijnen, Piet de Zoete, Jan Villerius, Aad Mansveld en Dick Advocaat onder zijn hoede kreeg, was vooral succesvol in de KNVB beker. In 1963, 1964 en 1966 bereikte de club telkens de finale, maar kon het nooit met de hoofdprijs aan de haal gaan. Pas in 1968 slaagde ADO erin om de beker te veroveren. In de finale van het toernooi versloeg het team van Happel landskampioen Ajax met 2-1 na doelpunten van Schoenmaker en Kees Aarts. Door de eindzege mocht ADO een seizoen later voor het eerst deelnemen aan de Europacup II. Happel schakelde in de eerste ronde zijn landgenoten van Grazer AK uit, maar werd nadien zelf uit het toernooi gewipt door FC Köln.

### Feyenoord

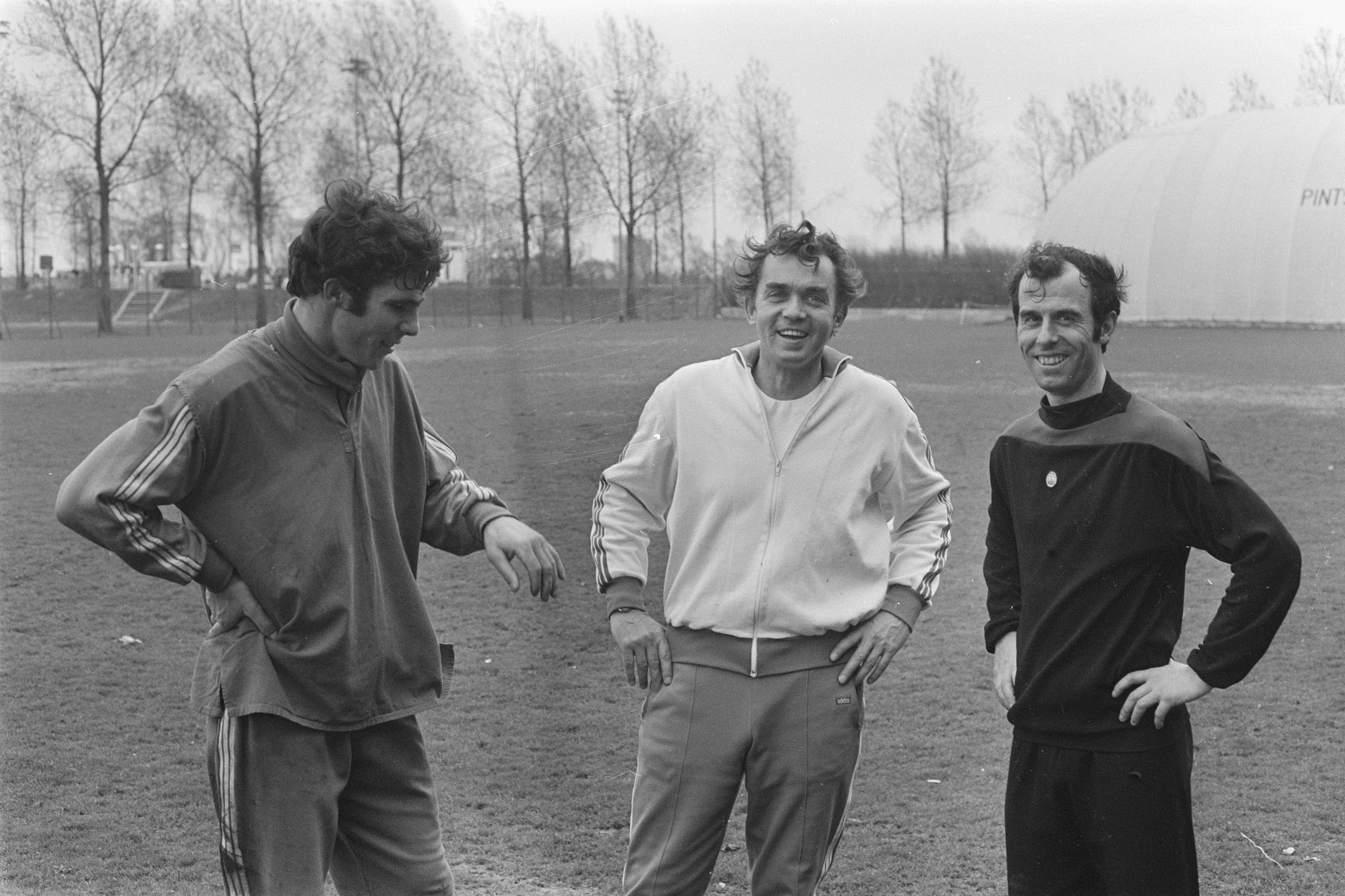
Van Hanegem, Happel (midden) en Moulijn tijdens een training van Feyenoord (1970).

Na bijna zeven seizoenen in Den Haag ging Happel aan de slag bij landskampioen en bekerwinnaar Feyenoord, waar hij Ben Peeters opvolgde als hoofdcoach. In Rotterdam kon hij samenwerken met getalenteerde spelers als Willem van Hanegem, Coen Moulijn, Rinus Israël, Ruud Geels, Wim Jansen en de Oostenrijker Franz Hasil, die hij nog kende van zijn periode bij Rapid Wien. Het werd het begin van een gouden tijdperk. Happel, die hamerde op discipline, bekendstond om zijn tactische meesterzetten en zich vaak kort, maar krachtig in het Duits uitdrukte – "Tactiek ist der Rinoes, Wiellem und Coentje" – loodste Feyenoord naar de finale van de Europacup I in 1970. De Rotterdammers schakelden op weg naar de finale onder meer AC Milan en Legia Warschau uit. In de finale won Feyenoord na verlenging met 2–1 van Celtic, waardoor het de eerste Nederlandse club werd die de Europacup I in ontvangst mocht nemen. De Schotse trainer Jock Stein loofde na afloop Happels tactiek: "Celtic heeft niet van Feyenoord verloren, ik heb van Happel verloren."
Aan het begin van het volgende seizoen veroverde Feyenoord ook de wereldbeker voetbal in 1970. In de heenwedstrijd van de finale tegen Estudiantes zette Feyenoord een 2–0 achterstand om in een 2–2 gelijkspel na doelpunten van Ove Kindvall en Willem van Hanegem. De terugwedstrijd in De Kuip werd een bikkelhard duel dat met 1–0 gewonnen werd na een treffer van invaller Joop van Daele. Daardoor was Feyenoord ook de eerste Nederlandse club die de wereldbeker voetbal voor clubteams wist te veroveren. De Rotterdammers waren dat seizoen ook succesvol in de Eredivisie; in het seizoen 1970/71 veroverde Happel zijn eerste en enige landstitel in Nederland. In de twee volgende seizoenen viel Feyenoord niet in de prijzen. Het team van Happel eindigde in zowel 1972 als 1973 op de tweede plaats, net na kampioen Ajax.

### Sevilla
In 1973 ruilde de Oostenrijkse succescoach Rotterdam in voor het Spaanse Sevilla. Bij de club die in 1973 naar de Segunda División A was gezakt, was hij maar enkele maanden aan de slag. In januari 1974 werd Happel ontslagen.

### Club Brugge
Henk Houwaart, die van 1962 tot 1967 nog met Happel had samengewerkt bij ADO, raadde de Oostenrijker in 1974 aan bij het bestuur van zijn toenmalige werkgever Club Brugge. Op 21 januari 1974 volgde Happel de ontslagen Jaak de Wit op bij de West-Vlaamse club. In korte tijd zette hij het elftal van blauw-zwart naar zijn hand. Na reeds enkele maanden nam de club afscheid van gevierde vedetten als Erwin Vandendaele, Johan Devrindt en Pierre Carteus en werden nieuwe talenten als René Vandereycken, Paul Courant, Birger Jensen en Jan Sørensen verwelkomd. Happel introduceerde het premiestelsel (laag basissalaris, hoge winstpremies) en onderwierp zijn spelerskern aan fysiek zware trainingen, hetgeen vanaf 1975 resulteerde in uitstekende resultaten in zowel België als Europa. Club Brugge werd in het seizoen 1975/76 landskampioen en bereikte ook de finale van de UEFA Cup. In die finale moest het team van Happel zijn meerdere erkennen in het Liverpool van trainer Bob Paisley. Ondanks een vroege 0-2 voorsprong verloor Club de heenwedstrijd op Anfield met 3-2. De terugwedstrijd eindigde in een 1-1 gelijkspel. Een jaar later bereikte het elftal van Happel de kwartfinale van de Europacup I en won het in eigen land de dubbel. In de spannende bekerfinale tegen rivaal RSC Anderlecht won Club Brugge met 4-3 na onder meer twee treffers van de Engelse spits Roger Davies.
In 1978 bereikte het Club Brugge van Happel zijn hoogtepunt. Het team werd voor de derde keer op rij landskampioen en bereikte als eerste en tot op heden enige Belgische club de finale van de Europacup I. In de finale, die plaatsvond in het Wembley Stadium, trof Club Brugge opnieuw het Liverpool van trainer Paisley. Happel, die geen beroep kon doen op zijn geblesseerde topschutter Raoul Lambert, zag zijn team met 1-0 verliezen na een doelpunt van Kenny Dalglish.
Ondanks de komst van toptalent Jan Ceulemans in de zomer van 1978 zakte het Club Brugge van Happel vanaf het seizoen 1978/79 weg. Club Brugge kende een slechte competitiestart en werd in de Europacup I al in de eerste ronde uitgeschakeld door Wisla Kraków. In november 1978 werd de samenwerking met de Oostenrijker stopgezet.

### Nederland

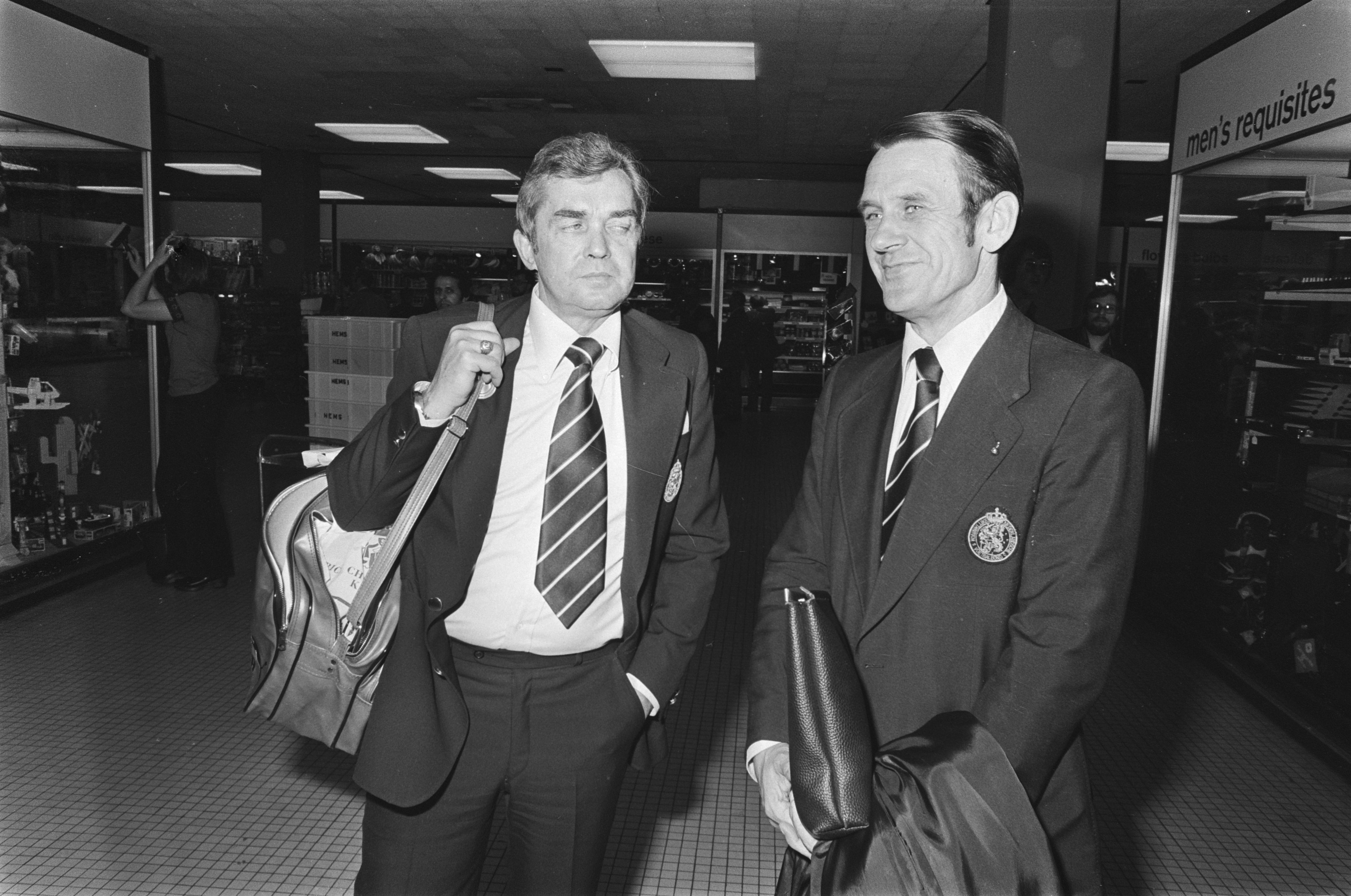
Happel (links) en assistent-bondscoach Jan Zwartkruis (1977).

Vanaf 1977 mocht Happel van het Brugs bestuur ook aan de slag gaan bij Oranje. Happel, die in de voorbereiding op het WK 1978 onder meer een oefenwedstrijd tegen Club Brugge speelde, nam aan het eindtoernooi in Argentinië deel zonder zijn vroegere oogappel Willem van Hanegem, die afhaakte toen hij te horen kreeg dat hij geen basisplaats zou krijgen en Johan Cruijff, die in 1977 al een punt achter zijn interlandcarrière had gezet. Door de afwezigheid van Van Hanegem groeide Arie Haan uit tot de belangrijkste middenvelder in het elftal van Happel. De speler van Anderlecht toonde in de tweede groepsfase zijn waarde met twee belangrijke treffers in de duels tegen West-Duitsland (2-2) en Italië (2-1). Nederland bereikte voor de tweede keer op rij de WK-finale en moest het daarin opnemen tegen gastland Argentinië. Het duel werd nog voor de aftrap ontsierd door een incident rond de gipsen manchet van René van de Kerkhof. De Argentijnse selectie wilde dat Van de Kerkhof, die zijn hand gebroken had, het veld verliet omwille van zijn "gevaarlijke manchet", hoewel de rechtsbuiten al bijna het hele toernooi zonder problemen met die manchet speelde. Door het incident  dreigde Happel om niet aan de finale te beginnen. Na lang overleg werd uiteindelijk besloten om toch aan de WK-finale te beginnen met Van de Kerkhof op het veld. De bikkelharde finale eindigde na verlengingen in een 3-1 zege voor het gastland.
Volgens sommige bronnen bestond Happels wedstrijdbespreking voor de finale uit de zin: "Meine Herren, zwei Punkte."
Ook de aan Happel toegeschreven uitdrukking "Kein keloel, foesballen" zou in deze periode zijn ontstaan.

### Harelbeke
Na zijn vertrek bij Club Brugge belandde Happel bij KRC Harelbeke. Het was de bevriende politicus en industrieel Pierre Lano die de Oostenrijker overtuigde om in januari 1979 aan de slag te gaan bij de toenmalige tweedeklasser. Onder Happels leiding eindigde Harelbeke in het seizoen 1978/79 op de elfde plaats in de Tweede Klasse.

### Standard Luik
Na de vriendendienst bij Harelbeke keerde Happel terug op het hoogste niveau in België. In 1979 werd zijn naam in verband gebracht met Anderlecht, maar uiteindelijk werd hij door secretaris-generaal Roger Petit overtuigd om voor Standard Luik te kiezen. Standard, dat ondanks de aanwezigheid van toppers als Eric Gerets, Michel Preud'homme, Ralf Edström, Ásgeir Sigurvinsson en Guy Vandersmissen al sinds 1971 op zoek was naar een nieuwe landstitel, begon goed aan het seizoen 1979/80 - op de derde speeldag werd aartsrivaal Anderlecht met 5-2 verslagen - , maar slaagde er niet in om Happels ex-werkgever Club Brugge af te troeven. Standard werd vicekampioen met vier punten achterstand op Club Brugge.
Een jaar later moest Standard zijn meerdere erkennen in het Anderlecht van Tomislav Ivić, maar bereikte de club wel de kwartfinale van de UEFA Cup. Daarin werd Standard uitgeschakeld door FC Köln na een duel dat ontsierd werd door een lichte strafschop voor de West-Duitsers en de cynische Hitlergroet van Standard-verdediger Michel Renquin na diens uitsluiting. Het team van Happel veroverde in 1981 wel voor het eerst sinds 1967 de beker van België. In de finale versloeg het KSC Lokeren, dat beschikte over het beruchte aanvalstrio Lato-Lubański-Larsen, met 4-0.

### Hamburger SV

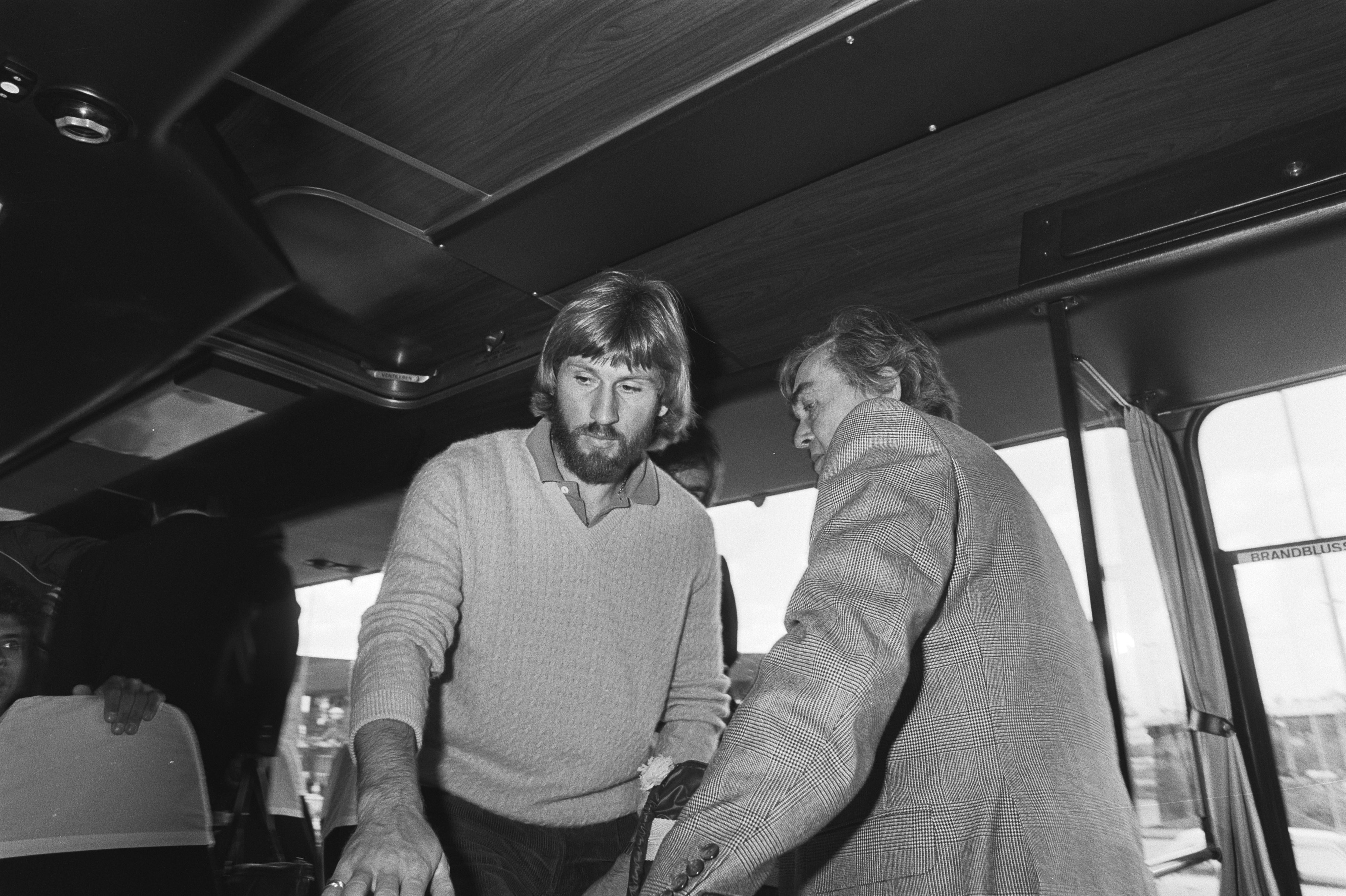
Happel (rechts) en Manfred Kaltz, aanvoerder van Hamburger SV (1981).

Na de bekerwinst met Standard haalde Günter Netzer, oud-voetballer en toenmalig manager van Hamburger SV, de Oostenrijker naar Duitsland. Happel werd in Hamburg de opvolger van de Joegoslaaf Branko Zebec, die reeds in december 1980 ontslagen was omwille van zijn drankprobleem. HSV groeide onder de strenge leiding van de Oostenrijker uit tot een Europese topclub. Happel kon in tegenstelling tot zijn voorganger geen beroep doen op de Engelse publiekslieveling Kevin Keegan, die in 1980 in zijn geboorteland een contract had getekend bij Southampton, maar kon nog wel rekenen op sterkhouders als spelverdeler Felix Magath, aanvoerder Manfred Kaltz, de kopbalsterke spits Horst Hrubesch en libero Franz Beckenbauer, die na een Amerikaans avontuur bij New York Cosmos naar Duitsland was teruggekeerd.
Happel was reeds in zijn eerste seizoen in Duitsland succesvol. HSV veroverde in 1982 de Duitse landstitel en bereikte dat jaar ook de finale van de UEFA Cup, waarin het zowel de heen- als terugwedstrijd verloor van het Zweedse IFK Göteborg. Het gewenste Europese succes kwam er pas in 1983. Als landskampioen mocht het HSV van Happel in het seizoen 1982/83 deelnemen aan de Europacup I. Het team schakelde achtereenvolgens Dynamo Berlin, Olympiakos, Dynamo Kiev en Real Sociedad uit en mocht het in de finale opnemen tegen het Juventus van de Franse stervoetballer Michel Platini. HSV won de finale met het kleinste verschil na een vroege treffer van Magath. Happel werd zo de eerste coach die de beker met de grote oren wist te winnen met twee verschillende clubs. In eigen land bevestigde de Hamburgse club zijn uitstekende vorm door voor het tweede jaar op rij met de landstitel aan de haal te gaan.
In het seizoen 1983/84 moest HSV, dat Hrubesch naar Happels ex-club Standard zag vertrekken, zich opnieuw tevreden stellen met de titel van vicekampioen. Het team van Happel leek het winnen verleerd. In het duel om de UEFA Super Cup verloor HSV van het Aberdeen van trainer Alex Ferguson en in de wereldbeker voor clubs bleek ook het Braziliaanse Grêmio na verlengingen te sterk voor de Duitsers. Twee keer ging Happel bij zijn vorige werkgever op zoek naar versterkingen; in 1984 maakte Gerard Plessers de overstap van Standard naar HSV, een jaar later volgde ook de Duitser Heinz Gründel. In 1986 zette spelverdeler en clubicoon Magath een punt achter zijn spelerscarrière.
In 1987 werd het vernieuwde HSV opnieuw vicekampioen. Dat jaar slaagde Happel er ook voor het eerst in om zich met zijn team voor de finale van de DFB-Pokal te kwalificeren. In de bekerfinale won HSV met 3-1 van Stuttgarter Kickers.

### Terug naar Oostenrijk
In 1987 keerde Happel terug naar het Oostenrijks voetbal. Hij werd trainer van FC Swarovski Tirol, dat hij meteen na zijn komst drie keer per dag onderwierp aan zware cardio- en krachttrainingen. In zijn eerste seizoen verloor Swarovski Tirol in de bekerfinale van Kremser SC. Een jaar later won Happels team de dubbel. In de bekerfinale ging FC Admira/Wacker voor de bijl. Een jaar later verlengde de Oostenrijkse club zijn landstitel.
In januari 1992 werd de 66-jarige Happel bondscoach van zijn vaderland. Elf maanden later overleed hij aan longkanker. Vier dagen na zijn overlijden nam Oostenrijk het op tegen Duitsland. Als eerbetoon aan Happel werd zijn hoofddeksel tijdens de interland op de bank gelegd. Het Praterstadion in Wenen werd in 1992 omgedoopt tot het Ernst Happelstadion. Op 23 januari 2005 werd in de Rotterdamse Kuip een borstbeeld onthuld door zijn zoon Ernst Happel junior.

## Erelijst
Als speler
 Rapid Wien
- Bundesliga: 1945/46, 1947/48, 1950/51, 1951/52, 1953/54, 1956/57
- ÖFB-Cup: 1945/46
- Centropa Cup: 1951

 Oostenrijk
- FIFA WK: derde plaats in 1954

Als trainer
 ADO Den Haag
- KNVB beker: 1967/68

 Feyenoord
- Europacup I: 1969/70
- Wereldbeker voor clubteams: 1970
- Eredivisie: 1970/71

 Club Brugge
- Eerste klasse: 1975/76, 1976/77, 1977/78
- Beker van België: 1976/77

 Nederland
- FIFA WK: tweede plaats in 1978

 Standard Luik
- Intertoto Cup: 1980 (groepswinnaar)
- Beker van België: 1980/81

 Hamburger SV
- Bundesliga: 1981/82, 1982/83
- Europacup I: 1982/83
- DFB-Pokal: 1986/87

 Swarovski Tirol
- Bundesliga: 1988/89, 1989/90
- ÖFB-Cup: 1988/89

Individueel
- Europees Trainer van het Jaar: 1978, 1983
- Europees Trainer van het Seizoen: 1982/83
- World Soccer 9e Grootste Trainer Aller Tijden: 2013
- France Football 9e Grootste Trainer Aller Tijden: 2019
- ESPN 14e Grootste Trainer Aller Tijden: 2013